# Corbridge
Corbridge est un village du Northumberland, en Angleterre, situé à 26 kilomètres à l'ouest de Newcastle et à 6 kilomètres à l'est de Hexham.

## Étymologie
Le site est connu des romains sous les noms de Corstopitum ou Corie Lopocarium. Il s'agit de formes corrompues du nom original. Les formes correctes reconstruites par les universitaires donnent Coriosopitum, Corioritum ou Corsobetum. L'étude des tablettes de Vindolanda montre qu'il était connu localement sous le nom de Coria. Il s'agit vraisemblablement du nom local d'origine.
Les premières attestations du nom anglais Corbridge montrent une alternance entre des formes en Cor- et Col-, comme dans les deux premières formes Corebricg et Colebruge. Un lien avec le nom romain de Corstopitum semble cependant assez clair.
Le terme celtique Corio-, que l'on retrouve possiblement dans Coriosopitum et Coria, renvoie au concept d'une troupe armée.

## Histoire
Avant l'arrivée des romains le site est placé aux confins des territoires Brigantes et Votadini.
Corbridge fut une base arrière des fortifications romaines du mur d'Hadrien. Plusieurs centaines d'inscriptions latines y ont été retrouvées et répertoriées dans le catalogue épigraphique Roman Inscriptions of Britain.

## Lieux et monuments
- Château d'Aydon